# Elizejski ugovor
Elizejski ugovor (francuski Traité de l'Élysée, njemački Élysée-Vertrag), znan i kao Ugovor o prijateljstvu, je ugovor koji su 1963. potpisali Charles de Gaulle, predsjednik Francuske i Konrad Adenauer, njemački kancelar.
Taj ugovor je temelj pomirenja između dvije zemlje. Pomoću njega, Njemačka i Francuska su postavile novu osnovu za odnose koji su završili rivalstvo između dvije zemlje koje je trajalo stoljećima. Dana 22. siječnja 2003. je proslavljena 40. godišnjica potpisivanja ugovora.